# ジメチルアリルtransトランスフェラーゼ
ジメチルアリルtransトランスフェラーゼ(dimethylallyltranstransferase)はテルペノイドやステロイドの合成に関わるプレニル基転移酵素の1つで、次の化学反応を触媒する酵素である。
ジメチルアリル二リン酸 + イソペンテニル二リン酸 {\displaystyle \rightleftharpoons } 二リン酸 + ゲラニル二リン酸
組織名はdimethylallyl-diphosphate:isopentenyl-diphosphate dimethylallyltranstransferaseである。主としてこの活性のみを示す場合には、ゲラニル二リン酸シンターゼ(geranyl diphosphate synthase)とも呼ぶ。

## 基質特異性
プレニル転移酵素には反応生成物を繰り返しイソペンテニル二リン酸に転移できるものが多く、結果的に鎖長の異なるプレニル二リン酸が生成される。陸上植物のようにモノテルペンを合成する生物では、もっぱらゲラニル二リン酸を生成するような単独の酵素が存在する場合が多い。いっぽう後生動物ではモノテルペンの合成は例外的で、ゲラニル二リン酸はファルネシル二リン酸シンターゼやゲラニルゲラニル二リン酸シンターゼの副生成物として生じるに留まる。